# Call of Duty: Roads to Victory
Call of Duty: Roads to Victory (tạm dịch: Call of Duty: Ngả đường chiến thắng) là một game bắn súng góc nhìn thứ nhất lấy bối cảnh Thế chiến II dành cho hệ máy cầm tay PlayStation Portable. Game được phát hành vào ngày 13 tháng 3 năm 2007. Đây là phiên bản di động thứ ba của dòng game này, cái đầu tiên trên N-Gage và cái thứ hai trên Pocket PC.

## Lối chơi

### Chiến dịch
Trong chế độ chơi chiến dịch người chơi sẽ được trải nghiệm một số màn nhiệm vụ trong suốt Thế chiến II. Có tới 3 chiến dịch trong game tương ứng với mỗi phe thuộc quân Đồng Minh: Mỹ, Canada và Anh. Các màn nhiệm vụ của Mỹ gồm có Chiến dịch Market Garden, Chiến dịch Avalanche và Chiến dịch Detroit. Các màn nhiệm vụ của Canada gồm có Trận Scheldt, Chiến dịch Infatuate và Chiến dịch Blockbuster. Các màn nhiệm vụ của Anh gồm có Chiến dịch Market Garden và Chiến dịch Varsity. Mặc dù có đến tất cả 14 màn, mỗi màn đều diễn ra trong một nhiệm vụ nhất định từ Thế chiến II.

### Chơi mạng
Trong mục chơi mạng có thể lên đến 6 người chơi thông qua kết nối không dây ad hoc, trong chín bản đồ khác nhau. Các kiểu chơi gồm có Deathmatch (quyết đấu), Team Deathmatch (quyết đấu đội nhóm), Capture the Flag (chiếm cờ), Hold the Flag (giữ cờ) và King of the Hill (làm chủ căn cứ địa).

## Vũ khí
| Vũ khí             | Quốc gia chế tạo | Hình ảnh |
| ------------------ | ---------------- | -------- |
| Tiểu liên Thompson | Hoa Kỳ           |          |
| M1 Garand          | Hoa Kỳ           |          |
| M1903 Springfield  | Hoa Kỳ           |          |
| BAR                | Hoa Kỳ           |          |
| Carabina M1A1      | Hoa Kỳ           |          |
| Lee-Enfield        | Anh Quốc         |          |
| Sten Mk2           | Anh Quốc         |          |
| Bren               | Anh Quốc         |          |
| Karabiner 98k      | Đức              |          |
| MP40               | Đức              |          |
| StG 44             | Đức              |          |
| FG42               | Đức              |          |

## Phát triển
Roads to Victory là tựa game đầu tiên và duy nhất trong dòng Call of Duty được làm cho PlayStation Portable. Nintendo DS kể từ thành công của PSP đóng vai trò như là nền tảng máy tính cho những cái mới mẻ có liên quan đến những bản Call of Duty, cho tới khi tung ra Call of Duty: Black Ops: Declassified được phát hành cho PlayStation Vita. Một mã voucher miễn phí cho trò chơi đã gồm cả việc mua sắm Call of Duty: Black Ops: Declassified, cho phép người chơi chơi được game này trên PlayStation Vita.

## Đón nhận
Roads To Victory nhận được những lời bình phẩm hỗn hợp. IGN đã xếp hạng cho game 6.6/10 và GameSpot chấm cho số điểm 6.2/10. GameSpy lưu ý rằng trí tuệ nhân tạo trong game trông thật "ấn tượng" và "nực cười", lưu ý rằng mặc dù trò chơi này ban đầu có được một "sự trình diễn tuyệt vời" mà chỉ mang tính "tầm thường", chấm cho số điểm 2.5/5.
Roads to Victory đã bị chỉ trích vì một số trục trặc. The Age nhận xét rằng những trục trặc này "có xu hướng làm hỏng trải nghiệm mọi lúc mọi nơi, chẳng hạn như tất cả các kiến trúc biến mất trong một khung cảnh mờ ảo hoặc đột nhiên phát hiện chính mình bị mắc kẹt trên góc của một vật thể mà chẳng có lý do rõ ràng". Sơ đồ điều khiển của trò chơi cũng đã bị chỉ trích, với Sunday Mail nói rằng "nhược điểm lớn của trò chơi là sơ đồ điều khiển vụng về, trong đó các nút bấm làm công việc của các mũi tên và ngược lại."